# Minnah Karlsson
Minnah Caroline Karlsson (født 26. marts 1989 i Hallstavik, Sverige) er en svensk sangerinde, der kom på andenpladsen i svensk Idol 2010, hvor hun den 10. december konkurrerede i finalen i Globen mod Jay Smith.
Karlsson er en af de få Idol-deltagere i verden, der er blevet stemt ud og derefter kom tilbage og nåede til finalen.
Debutalbummet Minnah Karlsson indeholder sange, som hun fremførte i Idol 2010.
Karlsson var en del af Idol Live! Turné, hvor hun og de øvrige ni idoler tog på turné i Sverige.
Den 6. april optrådte hun i Sony Musics live-satsning Live Social. Til koncerten sang Karlsson seks sange, herunder hendes egne numre "He" og "Hey".

## Diskografi

### Singler
- All i Need is you ( også findes iDet bästa från Idol 2010) – 2010

### Compilation
- Det bästa från Idol 2010 – Audition (Not ready to make nice) – 2010
- Det bästa från Idol 2010 (Piece of My Heart og All i Need is you) – 2010

### Album
- Minnah Karlsson – 2010

## Eksterne links
- Official Site Arkiveret 8. januar 2011 hos  Wayback Machine
- Fan-site Arkiveret 14. juli 2011 hos  Wayback Machine
- Official Facebook side
- Minnah Karlsson på Discogs
- Minnah Karlsson på MusicBrainz